# Budinci
Budinci este o localitate din comuna Šalovci, Slovenia, cu o populație de 139 de locuitori.